# Dioula
Dioula is een Mandétaal, die vooral wordt gesproken in Burkina Faso en Ivoorkust.
Het Dioula vormt samen met het Bamanankan of Bambara (wijd verspreid gesproken in Mali) en Maninka (gesproken onder andere in Mali, Guinee, Guinee-Bissau, Sierra Leone, Liberia en Senegal) één grote taalgroep met sprekers die elkaar onderling over het algemeen goed verstaan.

Het Dioula is van oorsprong een lingua franca, afgeleid van het Bamanankan; het woord 'Dioula' betekent trouwens "handelaar". Tegenwoordig is de taal wijdverbreid en wordt ze - ook door niet moedertaalsprekers - gebruikt op markten en in de dagelijkse omgang. Hiermee vormt het Dioula een van de meest gesproken mandétalen in West-Afrika.